# DLEU7
DLEU7 (англ. Deleted in lymphocytic leukemia, 7) – білок, який кодується однойменним геном, розташованим у людей на 13-й хромосомі. Довжина поліпептидного ланцюга білка становить 221 амінокислот, а молекулярна маса — 23 924.
| 10         |  | 20         |  | 30         |  | 40         |  | 50         |
| ---------- |  | ---------- |  | ---------- |  | ---------- |  | ---------- |
| MASPAPLVAS |  | ISHQMVALQT |  | LQLLQQEWGW |  | GDGPVAPGNP |  | RDPDHVSTAP |
| ARRSGPPRAR |  | PGPGREERGG |  | GVGTRSRRTA |  | ARANSPEEEV |  | VRGAEGGAEL |
| LPFPRDRGPC |  | TLAQMAMRSA |  | LARVVDSTSE |  | LVSVEQTLLG |  | PLQQERSFPI |
| HLKDSVEFRN |  | ICSHLALQIE |  | GQQFDRDLNA |  | AHQCLKTIVK |  | KLIQSLANFP |
| SDAHMVACAS |  | LRQILQNLPD |  | I          |  |            |  |            |

A: Аланін

C: Цистеїн

D: Аспарагінова кислота

E: Глутамінова кислота

F: Фенілаланін

G: Гліцин

H: Гістидин

I: Ізолейцин

K: Лізин

L: Лейцин

M: Метіонін

N: Аспарагін

P: Пролін

Q: Глутамін

R: Аргінін

S: Серин

T: Треонін

V: Валін

Задіяний у такому біологічному процесі, як альтернативний сплайсинг. 